# Flindersia amboinensis
Espèce
Synonymes
- Flindersia macrocarpa C.T.White & W.D.Francis ex Lane-Poole[1]
- Flindersia radulifera R.Br. ex Spreng.[1]

Statut de conservation UICN

 NT  : Quasi menacé
Flindersia amboinensis est une espèce de plantes de la famille des Rutaceae.

## Publication originale
- Encyclopédie Méthodique. Botanique ... Supplément 4: 650. 1816.